# Platymantis pelewensis
Platymantis pelewensis é uma espécie de anfíbio da família Ranidae.
É endémica de Palau.
Os seus habitats naturais são: florestas secas tropicais ou subtropicais, florestas subtropicais ou tropicais húmidas de baixa altitude, florestas de mangal tropicais ou subtropicais, savanas áridas, savanas húmidas, matagal árido tropical ou subtropical, matagal húmido tropical ou subtropical, áreas rochosas, cavernas, plantações, jardins rurais, áreas urbanas, florestas secundárias altamente degradadas e sistemas cársticos antropogénicos.